# منتخب نيوزيلندا لدوري الرغبي للسيدات
منتخب نيوزيلندا لدوري الرغبي للسيدات (بالإنجليزية: New Zealand women's national rugby league team)‏ هو ممثل نيوزيلندا الرسمي في المنافسات الدولية في دوري الرغبي للسيدات.

## تصنيفات فرعية
يشتمل هذا التصنيف على تصنيفين فرعيين، من أصل 2.

### ل
- لاعبو منتخب نيوزيلندا لدوري الرغبي للسيدات (4 ص)

### م
- مدربو منتخب نيوزيلندا لدوري الرغبي للسيدات (1 ص)